# CQD
CQD (transmitido em código Morse como ▄▄▄ ▄ ▄▄▄ ▄    ▄▄▄ ▄▄▄ ▄ ▄▄▄    ▄▄▄ ▄ ▄) é um dos primeiros sinais de socorro adotados para uso de rádio. Em 7 de janeiro de 1904, a Marconi International Marine Communication Company emitiu a "Circular 57", que especificava que, para as instalações da empresa, a partir de 1º de fevereiro de 1904 "a chamada a ser feita por navios em perigo ou de qualquer forma que necessitem de assistência deve ser 'CQD'". Na primeira Convenção Internacional de Radiotelegrafia, realizada em Berlim em 1906, o sinal de socorro Notzeichen da Alemanha de três pontos três traços três pontos (▄ ▄ ▄ ▄▄▄ ▄▄▄ ▄▄▄ ▄ ▄ ▄) foi adotado como o código de sinal internacional de socorro - SOS.

## Antecedentes
Os telégrafos terrestres adotaram a convenção de usar "CQ" ("sécu", da palavra francesa sécurité) para identificar mensagens de alerta ou de precaução de interesse para todas as estações ao longo de uma linha telegráfica. CQ foi então adotado na radiotelegrafia marítima como uma "chamada geral" para qualquer navio ou estação terrestre.
No uso de telefone fixo não havia sinal geral de emergência, então a empresa Marconi adicionou um "D" ("socorro") ao CQ para criar uma chamada de socorro. O envio de "D" já era usado internacionalmente para indicar uma mensagem urgente. Assim, "CQD" foi entendido pelos operadores sem fio para significar All stations: Distress. Embora utilizado mundialmente pelas operadoras Marconi, o CQD nunca foi adotado como padrão internacional, pois pode ser facilmente confundido com uma mera chamada geral "CQ" quando a recepção é ruim.

## RMSTitanic
Em 15 de abril de 1912, o operador de rádio do RMS Titanic, Jack Phillips, inicialmente enviou "CQD", que ainda era comumente usado por navios britânicos. Harold Bride, o operador de rádio júnior, sugeriu usar o SOS, dizendo meio brincando que poderia ser sua última chance de usar o novo código. Phillips depois disso começou a alternar entre os dois. Embora Bride tenha sobrevivido, Phillips morreu no naufrágio.